# Верчеја
Верчеја (итал. Verceia) је насеље у Италији у округу Сондрио, региону Ломбардија.
Према процени из 2011. у насељу је живело 1088 становника. Насеље се налази на надморској висини од 228 м.

## Становништво
| 1931. | 1936. | 1951. | 1961. | 1971. | 1981. | 1991. | 2001. | 2011. |
| ----- | ----- | ----- | ----- | ----- | ----- | ----- | ----- | ----- |
| 884   | 1.010 | 940   | 1.009 | 1.130 | 1.244 | 1.166 | 1.116 | 1.093 |